# Los Simpson: la película
Los Simpson: la película (título original en inglés: The Simpsons Movie) es una película animada estadounidense de 2007 basada en la exitosa serie de televisión animada Los Simpson.
El personal de producción de la serie había considerado realizar una adaptación cinematográfica de Los Simpson desde los comienzos de la serie para poder aumentar la duración del programa y animar secuencias demasiado complejas, en opinión de los creadores de la película, para una serie de televisión. Finalmente, los productores Matt Groening, James L. Brooks, Mike Scully, Al Jean y Richard Sakai comenzaron su desarrollo en 2001. El equipo de redacción estaba compuesto por los productores y además contaba con la mayoría de los guionistas de las primeras temporadas de la serie: David Mirkin, Mike Reiss, George Meyer, John Swartzwelder, Jon Vitti, Ian Maxtone-Graham y Matt Selman. El guion fue reescrito más de un centenar de veces, incluso después de realizada la animación, lo que supuso que muchas escenas fueran suprimidas. La película fue dirigida por David Silverman y producida por Gracie Films, Nelvana y 20th Century Fox, productores también de la serie de televisión. Se estrenó los días 26 y 27 de julio de 2007 en Estados Unidos, España, Centroamérica y Sudamérica, y el 1 de agosto en México.
La película parodia, entre muchos otros temas contemporáneos, el control por parte del estado, la familia, la religión y el medio ambiente natural. Recaudó 96 millones de dólares en 71 países en su primer fin de semana: 30,7 millones de dólares el día de su estreno en Estados Unidos, 27,8 millones de dólares en el Reino Unido, 9,7 millones de euros en España y tuvo éxito en la mayoría de los países de Hispanoamérica, batiendo récords de taquilla en Argentina, Venezuela, Colombia, Chile y Uruguay.
En general, la película obtuvo una buena crítica en Estados Unidos, aunque algunos medios como la revista Empire la criticaron duramente. En España, la mayoría de críticas otorgaban una buena nota a la película y destacaban que aunque no estaba al mismo nivel que los mejores episodios de la serie, contenía algunos momentos muy divertidos. Asimismo, en ocasiones se criticaba que no era más que un episodio pero de más duración. En Hispanoamérica, hubo un intento de boicotear la película por parte de los actores de doblaje que prestaron su voz en las primeras 15 temporadas de la serie porque la empresa que realizaba el doblaje se comprometió ante la Asociación Nacional de Actores (ANDA) de México a que las voces originales iban a hacer el trabajo de doblaje de la película, pero incumplieron lo acordado. También entre un sector minoritario de seguidores de la serie hubo un intento de boicot porque opinaban que el cambio de doblaje iba en detrimento de la calidad.

## Argumento

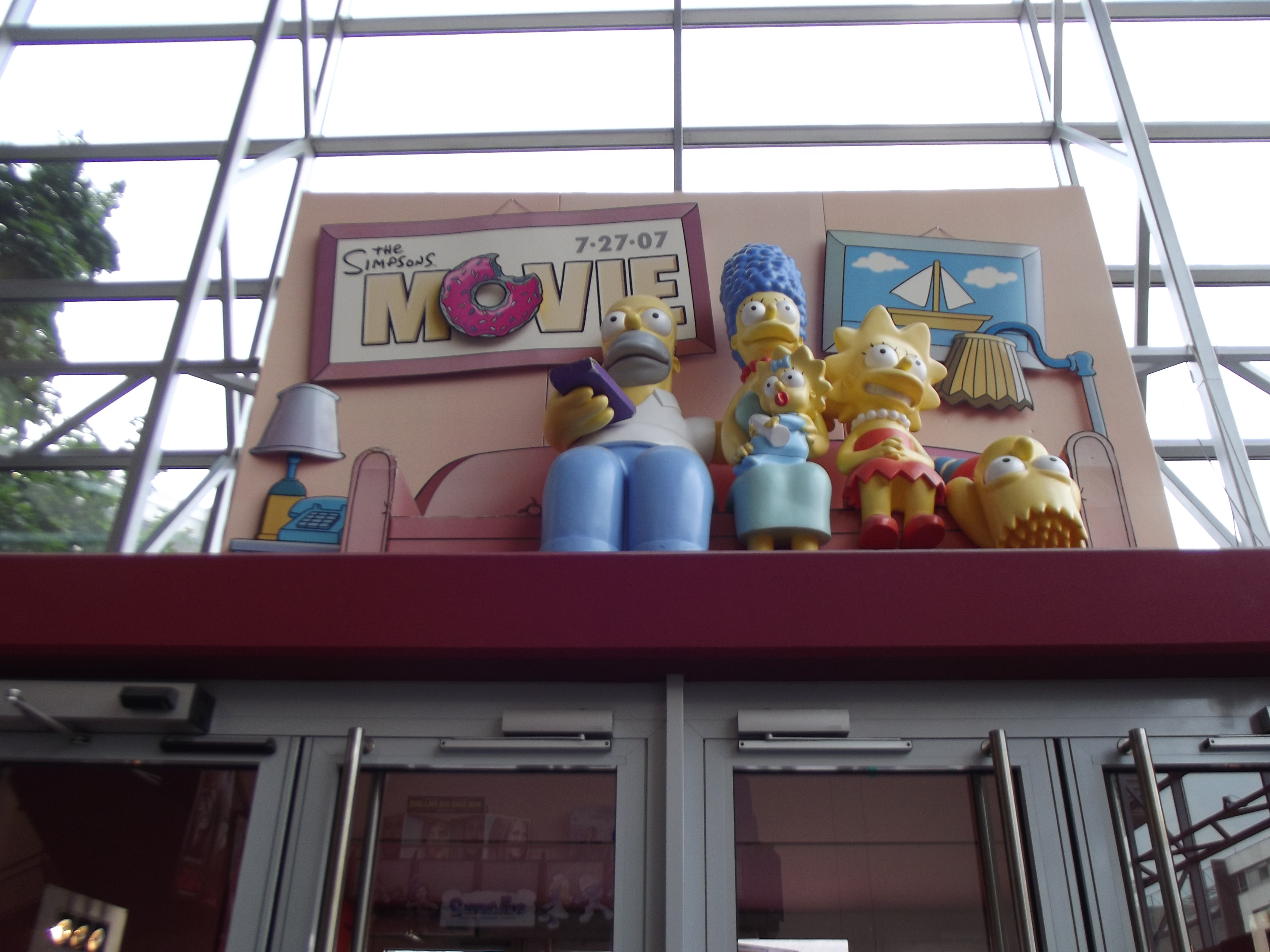
Cartel con estatuas de la familia Simpson anunciando la película.

Al comienzo de la película, se muestra una caricatura de Itchy & Scratchy, en la cual en un viaje al espacio Itchy rompe el casco de Scratchy y lo deja morir mientras regresa a la Tierra, es electo presidente, pero al ver que Scratchy sigue vivo y con la intención de contar la verdad, Itchy lanza misiles nucleares con tal de matar definitivamente a Scratchy. De la nada, Homer Simpson se levanta y llama a todos en la sala de cine (pues resulta que lo que se muestra primero era una película) unos «pringaos» («crédulos» en Hispanoamérica), diciendo «en especial tú» refiriéndose al espectador, y dando inicio a la película.
Durante un concierto del grupo de punk rock Green Day en el lago Springfield, todo el grupo muere cuando la polución erosiona y parte en pedazos la barca sobre la que están dando el concierto, mientras la banda sigue tocando. Durante el funeral, Abraham Simpson tiene una visión profética en la cual predice el destino inminente de la ciudad, pero solo Marge Simpson lo toma en serio. Lisa Simpson y un muchacho irlandés llamado Colin, de quien ella se ha enamorado, celebran un seminario con el que pretenden convencer a la ciudad de limpiar el lago.
Mientras tanto, Homer adopta a un cerdo de Krusty Burger. Homer almacena el excremento del cerdo en un silo que se desborda y su esposa, Marge, le obliga a deshacerse de los excrementos de forma segura. Sin embargo, Homer se distrae por pensar en rosquillas y vierte el silo en el lago, contaminándolo de nuevo. Momentos más tarde, una ardilla salta al lago y sufre una gran mutación. Cerca de allí, Ned Flanders y Bart Simpson descubren a la ardilla durante una excursión y la Agencia de Protección Ambiental de los Estados Unidos (EPA en inglés) lo captura. 
Russ Cargill, jefe de la EPA, presenta cinco opciones para solucionar el problema de polución que sufre el lago Springfield al presidente Arnold Schwarzenegger, que escoge al azar la acción de incluir Springfield dentro de una cúpula gigantesca de cristal, lo que hace que el ambiente en la ciudad sea de extrema tensión, conforme comienzan a escasear las provisiones. Cuando la policía descubre el silo de Homer en el lago, Lisa lo repudia, mientras la práctica totalidad de la ciudad con antorchas y tridentes se acerca a la casa de los Simpson para lincharlos a todos, inclusive preparando cinco horcas en un árbol, pero la familia se fuga por una dolina y se refugia en una habitación de hotel abandonada. Mientras tanto, la casa de los Simpson se destruye. Debido a que los Simpson se han escapado de los federales, Cargill comienza a enloquecer y ordena capturar a los Simpson.
En la habitación, Bart toma una cerveza Duff y Marge lo corre por toda la habitación, hasta que Bart cae al suelo en estado etílico, y dice "Extraño a Flanders!", debido a que fue él quién los ayudó con la dolina. Homer tiene el plan de escapar a Alaska, y convence a Marge de ir hasta allá diciéndole: "En todo matrimonio, llega un momento en que hay que decir: 'necesito que hagas esto conmigo'". Marge acepta pero sin auto, van hasta una feria en el campo, donde Homer decide competir para ganar una camioneta en un circuito donde se tiene que dar una vuelta en motocicleta para ganar. El organizador de la competencia le da a Homer tres intentos, pero al disfrutar verlo sufrir y caerse durante las tres oportunidades, le da un intento extra. Sin embargo, Homer recibe un consejo de Lisa sobre que no debe reducir la velocidad, sino que tiene que seguir con la misma velocidad al dar la vuelta, pero como a Homer le da miedo, Lisa le insiste y lo hace, ganando la camioneta y yéndose, dejando al cirquero sin su estafa. La familia va hasta una estación de servicio, pero hay un problema: hay una foto en la que aparece la familia siendo buscada, por lo cual Marge le dice las cosas que quiere pretendiendo que el vendedor no voltee hacia el lado de la foto, aprovechando que Bart dibuja otros rostros en la foto, y cuando el vendedor ve las personas que tenían los rostros que había dibujado Bart, la policía los arresta y la familia aprovecha y escapa a Alaska. Allí son muy bien recibidos por el paisajista de la ciudad, que de hecho era el único que había, y la familia va hasta una cabaña. 
En su estancia en la cabaña, Bart aplaude desde una montaña de nieve generando avalanchas, y Homer creyendo que Bart aplaudía por estar en Alaska, le dice a Lisa que aplauda junto a Bart generando una avalancha enorme que se dirige hacia Homer y corre hacia la cabaña pero la avalancha rompe una ventana.
Cuando casi todos las provisiones se agotan la gente, desesperada e histérica, comienza a golpear la cúpula con todo lo que pueden, se forman grietas en la cúpula y Cargill, no queriendo que las noticias de lo que ha hecho se extiendan, planifica aniquilar la ciudad de Springfield. En Alaska, la familia Simpson ve un anuncio para un nuevo Gran Cañón que va a ser ubicado sobre el sitio en el que se encuentra Springfield. Marge y los niños deciden ir y salvar la ciudad, pero Homer rechaza ayudar a la gente que trató de matarlos. La familia abandona a Homer pero son capturados por la EPA y los vuelven a colocar dentro de la cúpula. Después de una visita a una misteriosa chamán esquimal, Homer tiene una epifanía y cree que él debe salvar a la ciudad con el fin de salvarse a sí mismo.
En el momento en que Homer llega a Springfield para hacerlo, un helicóptero baja una bomba suspendida en una cuerda por un agujero en la parte superior de la cúpula. Homer sube a la cima de la cúpula y desciende por la cuerda, bloqueando las posibilidades de escapatoria de los ciudadanos de Springfield. Homer coge la bomba y una motocicleta y, tras reunirse con Bart, suben con la motocicleta por la ladera de la cúpula, justo como hizo en la esfera del cirquero, y Bart lanza la bomba por el agujero en la parte superior de esta unos segundos antes de la detonación. La explosión de la bomba destruye la cúpula y libera a Springfield. Cargill, decidido a ajustar cuentas con Homer y Bart los encañona con una escopeta por destruir la cúpula pero son salvados por Maggie quien le lanza una piedra, aplastándole el cráneo. Los habitantes de la ciudad alaban a Homer, que monta a Marge sobre la motocicleta y conduce hacia la puesta del sol. Los ciudadanos comienzan la restauración de Springfield para que todo vuelva a la normalidad.

## Reparto
| Personaje                                | Actor de voz original | Actor de doblaje (LAT)                  | Actor de doblaje (ESP)        |
| ---------------------------------------- | --------------------- | --------------------------------------- | ----------------------------- |
| Homer Simpson                            | Dan Castellaneta      | Víctor Manuel Espinoza                  | Carlos Ysbert                 |
| Marge Simpson                            | Julie Kavner          | Marina Huerta                           | Margarita de Francia          |
| Bart Simpson                             | Nancy Cartwright      | Marina Huerta                           | Sara Vivas                    |
| Maggie Simpson                           | Nancy Cartwright      | Nallely Solís                           | Isatxa Mengíbar               |
| Lisa Simpson                             | Yeardley Smith        | Nallely Solís                           | Isatxa Mengíbar               |
| Russ Cargill                             | Albert Brooks         | Rubén Moya Acosta                       | Luis Bajo                     |
| Presidente Schwarzenegger                | Harry Shearer         | Blas García Alcántara                   | Jordi Royo                    |
|                                          |                       |                                         |                               |
| Señora de las bubis/Mujer inuit          | Tress MacNeille       | Ángeles Bravo (1955-2018)               | Isabel Donate                 |
| Collin                                   | Tress MacNeille       | Toni Rodríguez (1966-2021)              | Cristina Yuste                |
| Trabajadora femenina de EPA              | Tress MacNeille       | Toni Rodríguez (1966-2021)              |                               |
| Tom Hanks                                | Tom Hanks             | Arturo Mercado Chacón                   | Jordi Brau                    |
| Green Day                                | Billie Joe Armstrong  | Mario Cuathemoc Castañeda Partida       | Juan D'Ors                    |
| Green Day                                | Mike Dirnt            | Christian David Strempler Fierro        | Carlos del Pino               |
| Green Day                                | Tre Cool              | Francisco César Garduza Garcia          | Alex Saudinós                 |
| Abuelo Simpson                           | Dan Castellaneta      | Sebastián Llapur                        | Julio Sanchidrían             |
| Krusty el payaso                         | Dan Castellaneta      | Sebastián Llapur                        | Abraham Aguilar               |
| Alcalde Diamante/Alcalde Quimby          | Dan Castellaneta      | Juan Carlos Tinoco Ripoll               | Carlos Del Pino               |
| Tomy/Pica                                | Dan Castellaneta      | Hugo Miguel Nuñez Reyes                 | Juan Antonio Arroyo           |
| Hombre en pánico                         | Dan Castellaneta      | Israel Nuncio                           |                               |
| Mel Patiño/Actor secundario Mel          | Dan Castellaneta      | Eduardo Fonseca Ugarte                  | Antonio Esquivias             |
| Jeremy Freedman                          | Dan Castellaneta      | Javier Ricardo Bautista Rangel          |                               |
| Oficial de EPA                           | Dan Castellaneta      | Rolando de Castro Risqueme              | Abraham Aguilar               |
| Chico en teléfono                        | Dan Castellaneta      | José Daniel Martinez Roble              |                               |
| Trabajador de EPA                        | Dan Castellaneta      | Hector Eduardo Ménez Roble              |                               |
| Oficial                                  | Dan Castellaneta      | Víctor Manuel Luna (1986-2013)          |                               |
| Barney Gómez/Barney Gumble               | Dan Castellaneta      | Gerardo Vásquez Martinez                | Luis Marín                    |
| Doctor Hibbert                           | Harry Shearer (1943-) | Gerardo Vásquez Martinez                | David García Vázquez          |
| Seymour Skinner                          | Harry Shearer (1943-) | Gerardo Vásquez Martinez                | José Padilla                  |
| Ned Flanders                             | Harry Shearer (1943-) | Óscar Gonzalo Goméz Acevedo             | Carlos Del Pino               |
| Lenny                                    | Harry Shearer (1943-) | Víctor Delgado Solis                    | Abraham Aguilar               |
| Kent Brockman                            | Harry Shearer (1943-) | Gonzalo Curiel (1939-2020)              | David García Vázquez          |
| Señor Burns                              | Harry Shearer (1943-) | Miguel Ángel Botello Flores             | Javier Franquelo              |
| Waylon Smithers                          | Harry Shearer (1943-) | Eduardo Fonseca Ugarte                  | Francisco García Saenz        |
| Daly/Rasca                               | Harry Shearer (1943-) | Moisés Iván Mora Gonzalez               | Abraham Aguilar               |
| Guardia aduanero                         | Harry Shearer (1943-) | Mario Cualthemoc Castañeda Partida      |                               |
| Guardia del domo                         | Harry Shearer (1943-) | Gabriel Pingarrón                       |                               |
| Otto Mann                                | Harry Shearer (1943-) | Luis Alfonso Padilla Adorno (1960-2012) | Julio Sanchídrian             |
| Apu                                      | Hank Azaria           | Luis Alfonso Padilla Adorno (1960-2012) | Francisco García Saenz        |
| Moe Szyslak                              | Hank Azaria           | Jorge Ornelas Alanis                    | Juan Perucho                  |
| Cleto/Cletus                             | Hank Azaria           | Jorge Ornelas Alanis                    | Juan Antonio Arroyo           |
| Carl                                     | Hank Azaria           | Alejandro Mayén Banderas                | Juan Antonio Arroyo           |
| Jeff Albertson                           | Hank Azaria           | Alejandro Mayén Banderas                | David García Vázquez          |
| Jefe Górgory/Jefe Wiggum                 | Hank Azaria           | Jorge Roldán (1957-2020)                | Juan Perucho                  |
| Lou                                      | Hank Azaria           | Gerardo Vásquez Martinez                | Francisco Javier García Sáenz |
| Presentador en kermes                    | Hank Azaria           | Juan Alfonso Carralero                  |                               |
| Dr. Nick Riviera                         | Hank Azaria           | Christian David Strempler Fierro        | Francisco Javier García Sáenz |
| Hombre Abeja/Hombre abejorro             | Hank Azaria           | Fernando Manzano                        | Francisco Javier García Sáenz |
| Trabajador masculino de EPA              | Hank Azaria           | Rolando de Castro Risqueme              |                               |
| Robot                                    | Hank Azaria           | Rolando de Castro Risqueme              | Manuel Bellido                |
| Pasajero de EPA                          | Hank Azaria           | Maciel Luna (1979-2010)                 |                               |
|                                          | Hank Azaria           |                                         |                               |
| Contador                                 | Hank Azaria           | Moisés Iván Mora Gonzalez               |                               |
| Profesor John Frink                      | Hank Azaria           | Sebastián Llapur                        | Francisco Javier García Sáenz |
| Tony el Gordo                            | Joe Mantegna          | Sebastián Llapur                        | Manuel Bellido                |
| Edna Krabappel                           | Marcia Wallace        | Gabriela Gómez                          | Celia Ballester               |
| Patty Bouvier                            | Julie Kavner          | Erika Mireles (1951-2017)               | Margarita de Francia          |
| Selma Bouvier                            | Julie Kavner          | Erika Mireles (1951-2017)               | Margarita de Francia          |
| Helen Alegría/Helen Lovejoy              | Maggie Roswell        | Maggie Vera                             | Chelo Vivares                 |
| Rafa Górgory/Ralph Wiggum                | Nancy Cartwright      | Maggie Vera                             | Chelo Vivares                 |
| Nelson Muntz                             | Nancy Cartwright      | Hugo Miguel Nuñez Reyes                 | Chelo Vivares                 |
| Mujer en teléfono                        | Nancy Cartwright      | Mayela Fernández                        |                               |
| Hija en TV                               | Nancy Cartwright      | Angélica Villa                          |                               |
| Todd Flanders                            | Nancy Cartwright      | Angélica Villa                          | Chelo Vivares                 |
| Rod Flanders                             | Pamela Hayden         | Angélica Villa                          | Chelo Vivares                 |
| Milhouse Van Houten                      | Pamela Hayden         | Nallely Solís                           | Chelo Molina                  |
| Lindsey Naegle                           | Tress MacNeille       | Nallely Solís                           | Ana María Simón               |
| Eleanor Abernathy (La loca de los gatos) | Tress MacNeille       | Maggie Vera                             | Ana María Simón               |
| Agnes Skinner                            | Tress MacNeille       | Erika Mireles (1951-2017)               | Ana María Simón               |
| Jimbo Jones                              | Tress MacNeille       | Gerardo Vásquez Martinez                | Alex Saudinós                 |
| Mamá de Nelson                           | Tress MacNeille       | Gabriela Gómez                          | Chelo Vivares                 |
| Hijo en TV                               | Tress MacNeille       | Gabriela Gómez                          |                               |
| Cookie Kwan                              | Tress MacNeille       | Vivian Ramírez                          | Chelo Molina                  |
| Chica en teléfono                        | Tress MacNeille       | Julieta Rivera                          |                               |
| Anciana en vecindario                    | Tress MacNeille       | Ruth Toscano                            |                               |
| Voz en GPS                               | Tress MacNeille       | Ruth Toscano                            | Cristina Yuste                |
| Martin Prince                            | Russi Taylor          | Georgina Sánchez                        | Chelo Vivares                 |
| Padre en TV                              | Phillip Rosenthai     | Fernando Manzano                        |                               |
| Cráneo/Calavera                          | Harry Shearer         | Urike Aragón                            | Manuel Bellido                |
| Hombre                                   | Karl Wiedergott       | Hector Eduardo Ménez Roble              |                               |
| Conductor de EPA                         | Karl Wiedergott       | Víctor Manuel Luna (1986-2013)          |                               |
| Insertos                                 | N/D                   | Alejandro Mayén Banderas                |                               |

### Datos sobre el reparto

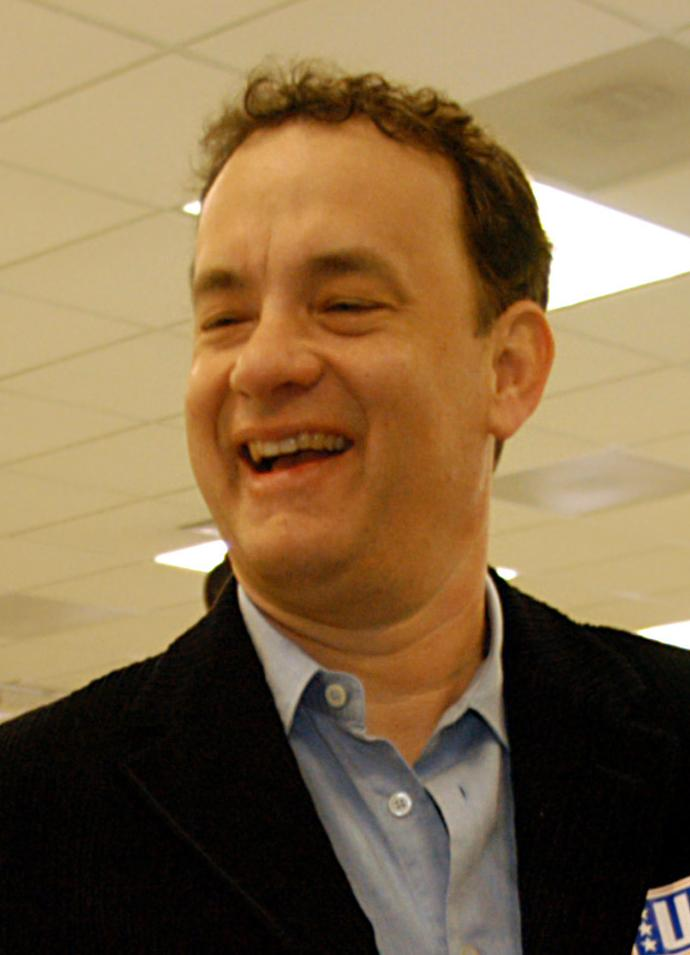
Tom Hanks se interpreta a sí mismo en la película.

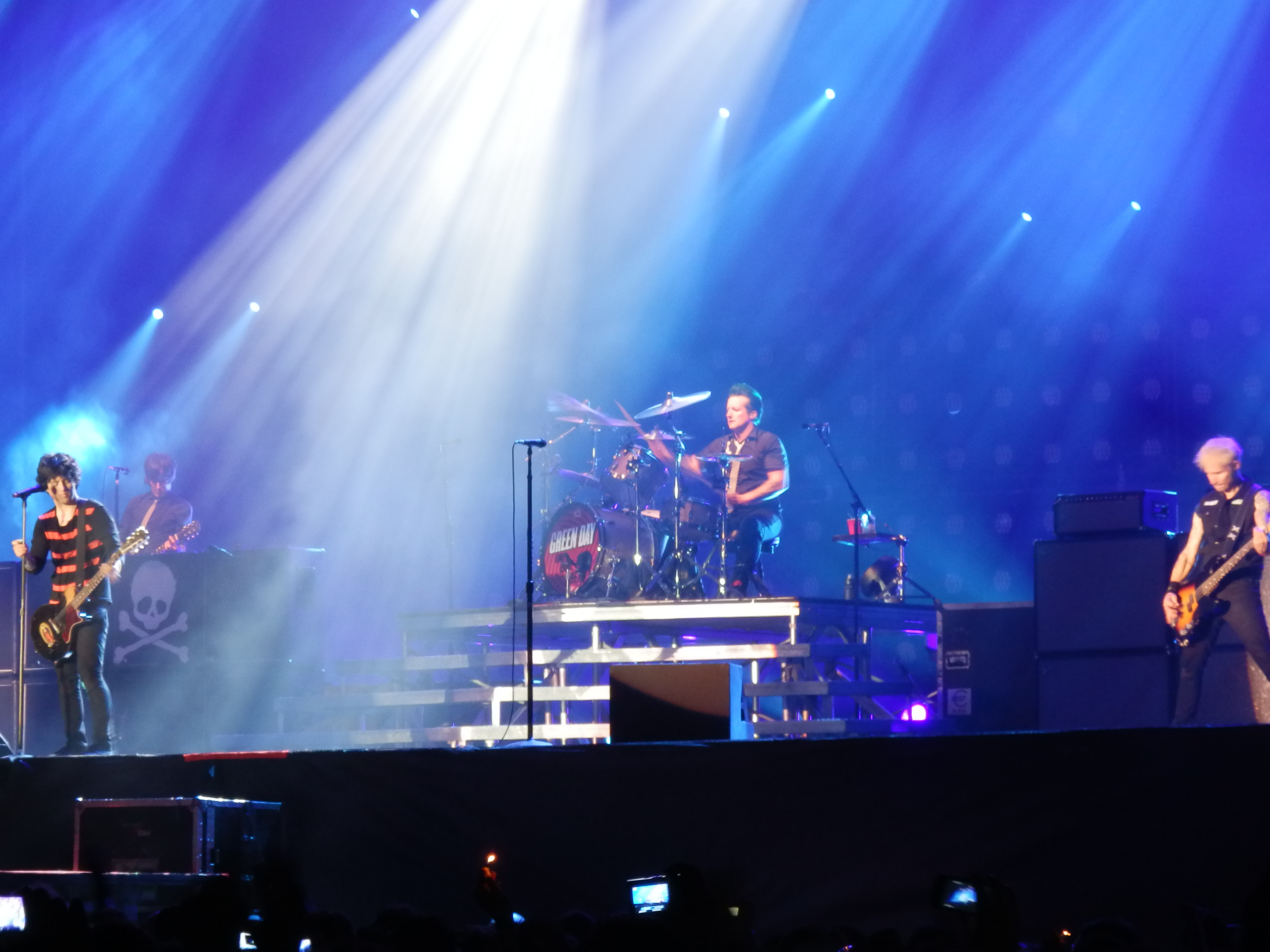
Los miembros de la banda Green Day aparecen interpretándose a sí mismos.

Para la inspiración de la escena de la muchedumbre en la película, el equipo de producción pasó mucho tiempo buscando en un cartel en el que figuraban más de 320 personajes de Los Simpson. Groening mencionó que había intentado incluir a todos los personajes de la serie en la película, 98 de ellos cuentan con diálogos en esta última. Finalmente, la mayoría de los que aparecen en la escena citada, son personajes que ya habían aparecido previamente en la serie. Los actores de voz regulares de la serie: Dan Castellaneta, Julie Kavner, Nancy Cartwright, Yeardley Smith, Hank Azaria y Harry Shearer, así como los intérpretes asiduos Tress MacNeille, Pamela Hayden, Marcia Wallace, Maggie Roswell, Russi Taylor y Karl Wiedergott, repitieron sus papeles. Joe Mantegna regresó como Fat Tony, mientras que Albert Brooks, que proporcionó su voz en muchos episodios como invitado, fue contratado para darle voz a Russ Cargill, después de que le dijera al equipo que quería participar en la película. Por «aproximadamente una semana», iba a repetir el papel de Hank Scorpio que interpretó en el episodio Sólo se muda dos veces, pero el equipo consideró que la creación de un nuevo personaje era una mejor idea.
El reparto realizó la primera lectura del guion en mayo de 2005, mientras que la grabación comenzó a realizarse desde junio de 2006. James L. Brooks los dirigió por primera vez desde las primeras temporadas de la serie de televisión. Castellaneta consideró que la grabación de las sesiones era «más intensa» que la grabación de la serie de televisión y «emocionalmente más dramática». Algunas escenas, como la del mensaje de vídeo que envía Marge a Homer, se grabaron más de un centenar de veces, dejando a los actores agotados.
Los guionistas habían escrito la escena de apertura del concierto sin una banda específica en mente. Seleccionaron a Green Day para el papel porque habían solicitado actuar como estrella invitada en la serie. Tom Hanks también aparece interpretándose a sí mismo en la película y aceptó la oferta después de una única llamada de teléfono. Philip Rosenthal, el creador de la sitcom Everybody Loves Raymond, proporciona su voz como la del padre en el anuncio del «nuevo Gran Cañón» junto a Tom Hanks.
Debido a las restricciones de tiempo, la actuación de varios invitados que habían grabado partes de la película fue cortada. Minnie Driver puso voz a una consejera condescendiente de la Escuela Primaria de Springfield en una escena que terminó siendo cortada. Edward Norton grabó la voz del hombre que es aplastado cuando la cúpula es montada, realizando una imitación de Woody Allen. El equipo consideró que la voz distraía demasiado, por lo que Castellaneta volvió a grabar el diálogo de Norton con una voz diferente. Isla Fisher y Erin Brockovich también realizaron cameos, pero sus escenas fueron suprimidas. Kelsey Grammer interpretó los diálogos de Sideshow Bob, que aparecía en diferentes escenas, pero estas escenas también fueron suprimidas. También se anunció a Johnny Knoxville como una posible estrella invitada.
A pesar de que no proporciona su voz, Arnold Schwarzenegger es el presidente de los Estados Unidos en la película. Fue elegido en lugar del presidente real George W. Bush porque entonces «en dos años la película [...] [estaría] anticuada». Brooks estaba nervioso acerca de esta idea, señalando que «los sondeos de opinión [de Schwarzenegger] eran bajos» y afirmó que «[tenía la esperanza] de que haría un regreso político». Los animadores comenzaron a crear una caricatura exacta de Schwarzenegger, pero uno de los miembros del equipo sugirió en su lugar una versión alterada del personaje de la serie Rainier Wolfcastle como el presidente. Esta idea fue desarrollada, con el diseño de Wolfcastle (que a su vez es una caricatura de Schwarzenegger), dándole más arrugas bajo los ojos y un peinado diferente.

## Producción

### Antecedentes

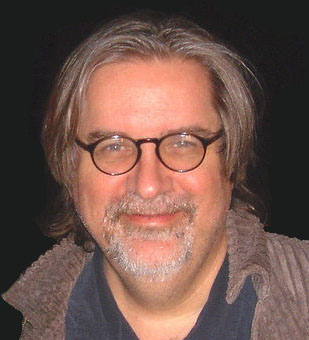
Matt Groening, creador de la serie y uno de los guionistas de la película.

El personal de producción había considerado realizar una adaptación cinematográfica de Los Simpson desde los comienzos la serie. Su creador, Matt Groening, creía que un largometraje les permitiría aumentar el tamaño del programa y animar secuencias demasiado complejas, en opinión de los creadores de la película, para una serie de televisión. Groening quería que la película se hiciera después de que la serie terminara, «pero [...] fue desechado por los buenos índices de audiencia». El episodio de la cuarta temporada Kamp Krusty originalmente iba a ser una película, pero fue transformada a episodio normal debido a que los guionistas tuvieron dificultades para alargar la trama. Durante mucho tiempo el proyecto fue sostenido. Había dificultades en encontrar una historia que fuera suficiente para una película, y el equipo no tenía bastante tiempo para completar tal proyecto, dado que ya trabajaban a tiempo completo para la serie. Groening también expresó su deseo de hacer Simpstasia, una parodia hacia la película Fantasía. Nunca fue producida, en parte porque habría sido demasiado difícil escribir el guion para un largometraje. Antes de su muerte, Phil Hartman había dicho que él había deseado hacer una película en imagen real con Troy McClure, y varios miembros del personal de la serie le habían expresado su deseo de ayudarle a crearlo.

### Desarrollo
Se empezó a trabajar en el guion al ser contratado el elenco vocal en 2001. Los productores estaban preocupados porque inicialmente la creación de una película tendría un efecto negativo sobre la serie, ya que no tenían suficiente equipo para centrar su atención en ambos proyectos. A medida que la serie avanzaba, otros guionistas y animadores fueron contratados a fin de que tanto la serie como la película pudieran producirse al mismo tiempo. Groening y el productor James L. Brooks invitaron a Mike Scully y Al Jean (que siguió trabajando como showrunner) a volver para producir la película con ellos. Luego contrataron a David Silverman (quien, en previsión del proyecto, había dejado su puesto de trabajo en Pixar) para dirigir la película.
Se reunió al equipo de guionistas «más fuerte posible», con muchos de los que habían trabajado en las primeras temporadas de la serie. David Mirkin, Mike Reiss, George Meyer, John Swartzwelder y Jon Vitti fueron seleccionados. Ian Maxtone-Graham y Matt Selman se sumaron más tarde, y James L. Brooks, Matt Groening, Mike Scully y también Al Jean escribieron partes del guion. Sam Simon no regresó después de haber abandonado la serie por diferencias creativas en 1993. Contrariamente, el ex guionista Conan O'Brien quería trabajar con el personal de Los Simpson otra vez, aunque bromeando afirmó «me preocupa que la parte de mi cerebro que escribía Los Simpson haya desaparecido tras 14 años hablando con Lindsay Lohan y el chico de One Tree Hill, por lo que tal vez esto es mejor para todos». Lo mismo le ocurrió al director Brad Bird que dijo que había tenido «entretenidas fantasías preguntando si [él] podría trabajar en la película», pero no tuvo tiempo suficiente para trabajar debido a su participación como guionista y director en la película Ratatouille. Los productores firmaron un acuerdo con Fox Broadcasting Company que les permitiría abandonar la producción de la película en cualquier momento si, a su juicio, el guion no era satisfactorio.
Se siguió trabajando en el guion a partir de 2003, teniendo lugar en el pequeño búngalo donde Groening lanzó Los Simpson en 1987. Los guionistas pasaron seis meses discutiendo un argumento, y cada uno de ellos ofreció ideas incompletas. Al Jean sugirió que la familia rescatara unos manatíes, argumento que se convirtió en el episodio de 2005 Bonfire of the Manatees, y hubo también un concepto similar al de la película The Truman Show, donde los personajes descubren que sus vidas fueron un programa de televisión. Groening rechazó esta idea, ya que consideró que Los Simpson «nunca tomarían conciencia de sí mismos como famosos».
Groening había leído sobre un pueblo que tuvo que deshacerse de las heces de cerdo en su red de abastecimiento de agua, lo que inspiró la trama de la película. El personaje de Ned Flanders llegaría a ser considerado como elemento clave del argumento después de que Al Jean creara la secuencia en que Bart se cuestiona cómo sería su vida si Flanders fuera su padre. Después de haberse decidido finalmente por el esquema básico del argumento para la película, los guionistas lo dividieron en siete secciones. Jean, Scully, Reiss, Swartzwelder, Vitti, Mirkin y Meyer escribieron 25 páginas cada uno y el grupo se reunió un mes más tarde para combinar las siete secciones en un borrador.
El guion de la película fue escrito de la misma forma que el guion de la serie de televisión: los guionistas sentados alrededor de una mesa, lanzando ideas e intentando hacer reír a los demás. El guion pasó por más de 100 revisiones. Groening mostró su deseo de hacer una película radicalmente más fuerte que un episodio de la serie de televisión, diciendo que «quería ofrecer algo nunca antes visto».

### Animación

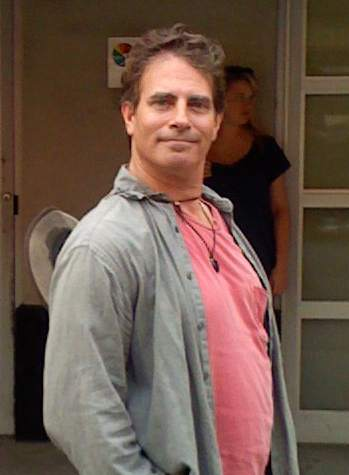
David Silverman, director de la película, se fijó en algunos de los episodios de Los Simpson que había dirigido para inspirarse.

La animación para la película comenzó en enero de 2006, siendo la escena con el corto de Itchy and Scratchy la primera sobre la que se realizó el guion gráfico. Groening rechazó hacer una película en imagen real o una película de animación por computadora, llamando a la animación de la película «deliberadamente imperfecta» y «un homenaje al arte de animación dibujado a mano». La película fue producida en una pantalla ancha con una relación de aspecto 2.39:1, para distinguirlo del formato que se veía en la serie de televisión, y coloreada con la más amplia gama de colores que los animadores tenían a su disposición en esos momentos.
Una gran parte de la animación fue producida utilizando tablas digitalizadoras Wacom Cintiq, lo que permitió que las imágenes se pudieran dibujar directamente en un monitor de ordenador para facilitar la producción. El trabajo de producción de la animación se dividió entre cuatro estudios en el mundo: Film Roman y Rough Draft Studios en Burbank y Glendale (California), respectivamente; y AKOM y Rough Proyecto en Seúl (Corea del Sur). Al igual que la serie de televisión, el storyboard, los personajes, el diseño de fondo y las partes de producción de la animación, se realizaron en Estados Unidos. Los estudios de Seúl completaron la animación a mano, la superposición y la ink y paint.
El director David Silverman afirmó que, a diferencia de la serie de televisión con la que «los espectadores tienen que ser muy exigentes», la película les dio la oportunidad «de prodigar aquella atención a cada escena». Respecto a los cambios en la animación, el equipo diseñador agregó sombras a los personajes, una característica no presente en la serie de televisión. Silverman y los animadores buscaron películas como Los Increíbles, Les Triplettes de Belleville y Conspiración de silencio, como «un gran ejemplo de una puesta en escena sobre la forma en que los personajes son colocados». También buscaron ideas para la secuencia del sueño en las películas de dibujos animados de Disney como Dumbo y el dibujo animado de Pluto El Día del Juicio Final de Pluto, así como multitud de escenas de El mundo está loco, loco, loco. Silverman se fijó en algunos de los episodios de Los Simpson que había dirigido, principalmente en sus dos favoritos, Homie the Clown y Three Men And A Comic Book. Mike B. Anderson, Lauren MacMullan, Rich Moore y Steven Dean Moore dirigieron cada uno alrededor de una cuarta parte de la animación de la película bajo la supervisión de Silverman, con muchos animadores trabajando en las diferentes escenas.

### Edición
Cada uno de los aspectos de la película fue constantemente analizado, con tramas, chistes y personajes que con regularidad eran reescritos. Aunque la mayoría de las películas de animación no hacen grandes cambios a la película durante el proceso de producción debido a las restricciones presupuestarias, el equipo de Los Simpson: la película continuó editando la película en 2007, con algunas modificaciones que tuvieron lugar incluso en mayo, dos meses antes del estreno de la película. James L. Brooks señaló que «el 70 por ciento de las cosas en [uno de los avances] -sobre la base de dónde estábamos hace ocho semanas- ya no están en la película». Groening afirma que tienen suficiente material para dos películas más con todo lo suprimido. Varios nuevos personajes fueron creados y a continuación eliminados porque no aportaban demasiado. Al principio Marge Simpson era el personaje que tenía la visión profética en la iglesia. Sin embargo, los guionistas consideraron que era demasiado pobre y se cambió el personaje que tenía la visión por Abraham Simpson. El personaje de Colin, el amor de Lisa, fue revisado con frecuencia. Anteriormente recibió los nombres de Dexter y Adrien y su aspecto era completamente diferente. Una idea era que Lisa se enamorara de Milhouse van Houten, pero los guionistas se dieron cuenta de que «el público en general no estaba tan familiarizado con la larga historia de enamoramiento de Milhouse por Lisa como ellos pensaban». La escena de la persecución en la que Homer lanzaba momias ardiendo a un camión de la EPA fue sustituida por las escenas «más emocionales y realistas» en el motel y el carnaval que permitieron un cambio de ritmo.
Se realizaron otros cambios después de marzo de 2007 tras una vista previa de la película en Portland (Oregón) y Phoenix (Arizona). Estos cambios incluían la supresión de la fuerte crítica de Kang y Kodos a la película durante los créditos finales. Una gran cantidad de personas que acudieron a estas vistas previas encontraron a la película original demasiado grosera y algunos notaron a Homer demasiado desagradable y cruel, por lo que varias escenas fueron suavizadas para hacerle parecer más agradable. El personaje de Russ Cargill fue rediseñado en varias ocasiones, ya que inicialmente aparecía como un hombre más mayor y Albert Brooks tomaba como modelo de voz a Donald Rumsfeld. El modelo de mayor edad fue el utilizado por Burger King para las figuritas publicitarias. La escena de Cargill con Bart y Homer al final de la película se añadió para resolver completamente su historia y el gag de «Spider-Pig» fue también una adición tardía. Otra de las escenas eliminadas fue en la que Montgomery Burns recordaba a los espectadores que ese era el último punto de la película en que podían obtener un reembolso por su entrada, antes de que la cúpula fuera puesta sobre Springfield. Otras supresiones incluyeron el encuentro de Homer con el conductor de un camión de salchichas, una escena al final con el cerdo Plopper, y varios números musicales que aparecían a lo largo de la película. También se suprimió un informativo de noticias mostrando el efecto de la cúpula sobre la vida cotidiana en Springfield en áreas como la agricultura y el deporte porque no se ajustaban al contexto general de la película.

### Música

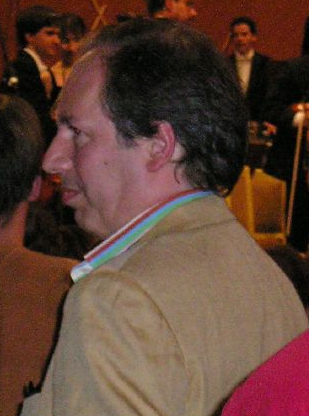
Hans Zimmer, compositor de la música de la película.

James L. Brooks eligió a Hans Zimmer para componer la música de la película, ya que eran buenos amigos y colaboradores habituales. Zimmer consideró que la partitura era un «desafío único» y tuvo que «tratar de expresar el estilo de Los Simpson sin agotar a la audiencia».
Utilizó el tema original de apertura de Danny Elfman, pero no de manera excesiva. Creó los temas de cada uno de los miembros de la familia. El leitmotiv de Homer fue una de las principales actividades y también Zimmer compuso los temas menores de Bart y Marge.
Decidieron no pedirle la composición musical a Alf Clausen, quien habitualmente era el encargado de la musicalización en la serie, que realizara la música de la película, señalando que «a veces eres el parabrisas, a veces eres el bicho».
Además de su aparición en la película, Green Day grabó su propia versión del tema de Los Simpson y lo lanzaron como un sencillo. Zimmer convirtió la canción Spider-Pig en una pieza coral, como una broma que nunca tuvo la intención de ser incluida en la película.
Zimmer también tuvo que escribir las letras para los 32 doblajes extranjeros de la canción cuando la película fue estrenada internacionalmente. El mismo coro aprendió a cantar la canción en cada una de las lenguas extranjeras del doblaje.

## Estreno

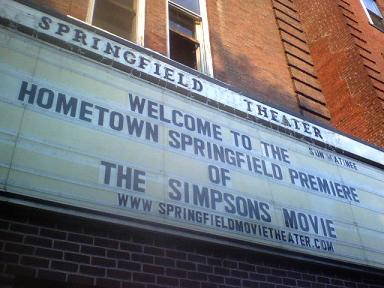
Cartel anunciando la película en Springfield (Vermont, Estados Unidos).

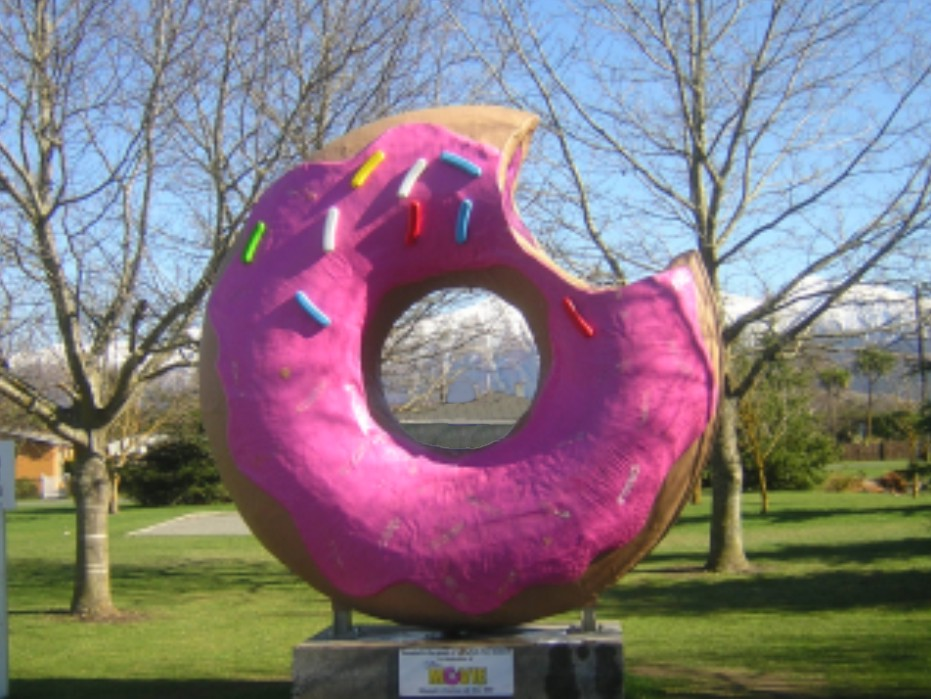
Dónut gigante rosa erigido el 15 de julio de 2007 en Springfield (Canterbury, Nueva Zelanda) para promocionar la película.

### Promoción

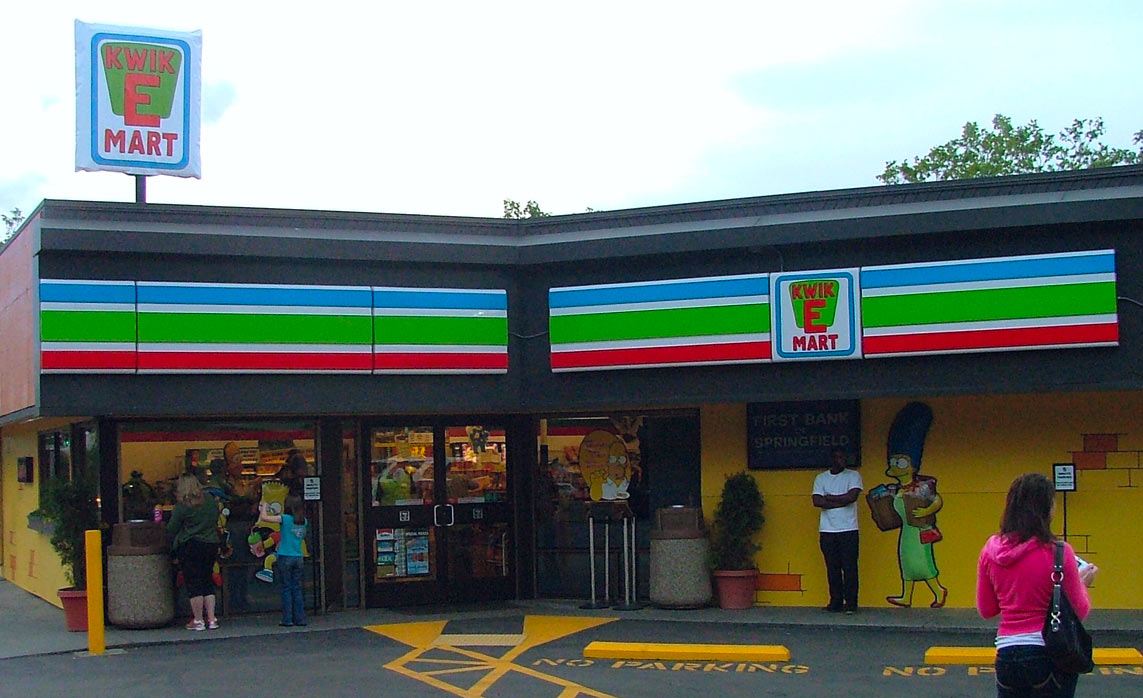
Un 7-Eleven transformado en Kwik-E-Mart para promocionar la película.

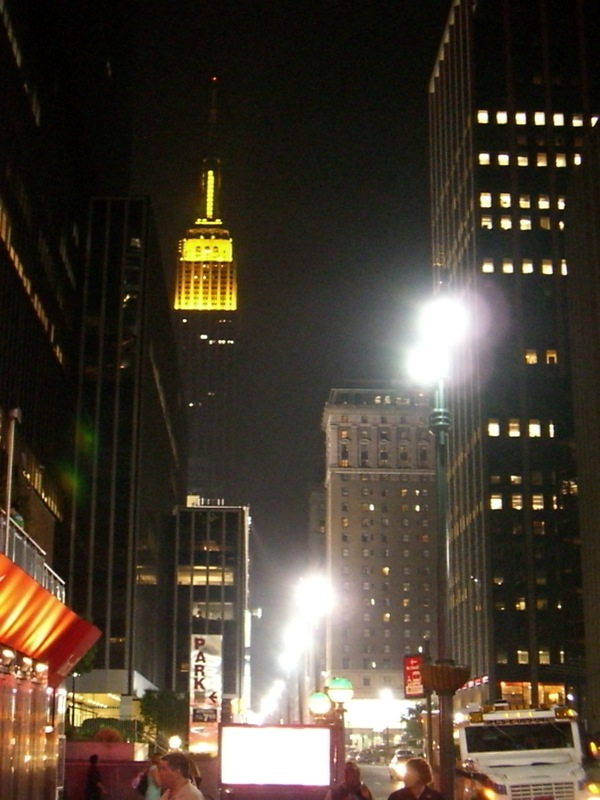
El Edificio Empire State iluminado en color amarillo para promocionar el lanzamiento de Los Simpson: la película en formato DVD.